# 朱元璋灭张士诚之战
朱元璋灭张士诚之战，韩宋龙凤二年（元顺帝至正十六年，1356年）至吴元年（至正二十七年，1367年），朱元璋军在江浙地区消灭张士诚的战争。
张士诚从高邮迁都平江府（今江苏省苏州市），与朱元璋势力对峙争战十二年。1356年三月，朱元璋派徐达攻克镇江。七月，张士诚派水军来攻镇江，被击退。朱元璋又派徐达、汤和、胡大海、常遇春率军攻打张士诚控制的常州，1357年三月攻克常州。随后，朱元璋1357年派耿炳文攻占长兴，赵继祖、吴良攻下江阴，成为向江浙方向进取的通道。七月，徐达部乘胜东进，攻占常熟、无锡。同时，朱元璋派胡大海等率军向安徽东南和浙江进军，攻取徽州、建德。1358年十二月，亲率十万大军从宁国（今安徽宣城）南下，增援胡大海，派胡大海养子胡德济诱敌，夺占婺州（今浙江金华），在南面包围张士诚。1359年正月，朱元璋派兵攻打临安（今浙江杭州市临安区西南），二月攻打湖州，没有攻克；胡大海攻克诸暨。三月，张士诚攻打江阴，被吴良、吴祯击退。十二月，张士诚派兵集结分水县想要夺回婺州，被朱元璋派何世明击败。这时，朱元璋控制了今浙江省西部、安徽省南部，巩固了地盘。随后，朱元璋暂时和张士诚和解，全力对付西部的陈友谅。
1362年，胡大海在婺州被杀，耿再成在处州被杀，叛将归降张士诚。张士诚派军攻打诸暨，诸暨守将谢再兴坚守，击败张士诚军，收复处州。1363年二月，张士诚派吕珍率兵攻取安丰，俘杀北方红巾军首领刘福通。朱元璋率徐达、常遇春等部前去救援。击败张士诚军，解围安丰。
1364年，朱元璋攻灭陈友谅政权后，转兵向东攻打张士诚。十一月，张士诚攻打长兴，被汤和、耿炳文击退。1365年二月，张士诚攻打新城被李文忠、胡德济击败。张士诚辖地南北狭长、中隔长江、兵力分散，朱元璋计划先攻淮东，再取浙西，剪除两翼，后攻平江。十月，朱元璋命左相徐达、平章常遇春率马步舟师进攻淮东，克海安，围泰州，击敗张士诚援兵。闰十月，徐达大军克泰州，北围兴化、高邮。张士诚向宜兴、安吉、江阴进攻，均遭失敗。1366年三月、四月，徐达部攻克高邮、兴化、淮安等地。分兵攻占通州（今江苏南通）、濠州（今安徽凤阳）、徐州等地，尽占淮东。
八月，朱元璋命徐达为大将、常遇春为副将军，率兵二十万围攻湖州。张士诚派司徒李伯升潜入城内督战，又派平章朱暹、吕珍率兵六万增援。徐达围城打援，在城东旧馆将其包围。急率精兵往援，被阻撤还：九月，张士诚再派遣兵增援，战败。朱元璋命江浙行省左丞李文忠率部攻打杭州，指挥华云龙率部攻打嘉兴。十月，徐达攻打旧馆，张士诚六万援軍投降。十一月，湖州守军投降，杭州、绍兴、嘉兴等地相继投降。
十一月二十五日，朱元璋命徐达、常遇春率兵围攻平江（今江苏苏州），对平江形成北、西、南合围之势，徐达屯葑门、常遇春屯虎丘、郭兴屯娄门，华云龙屯胥门，汤和屯阊门，王弼屯盘门，张温屯西门，康茂才屯北门，耿炳文屯城东北，仇成屯城西门，何文辉屯城西北。朱元璋强调对百姓秋毫无犯。徐达部在鲇鱼口（今江苏吴江县西北）、尹山桥（今江苏吴县南）击败张士诚外围军，并在官渎（今苏州娄门外官渎桥）焚毁张军千余战船。1367年正月，松江府、嘉定州相继投降，平江更加孤立。朱军在城外构筑长围，搭起木塔、筑敌楼三层观察城中，每层配备弓弩、火铳和襄阳炮，日夜攻击。围攻八个月，张士诚士兵抵挡不住，将士多降。张士诚先后两次突围不成。六月初七，张士信被炮炸死。九月，徐达攻入葑门，常遇春攻入阊门，张士诚部将唐杰、潘元绍等投降。张士诚率余兵巷战失败，自杀未成，被俘虏，通州（今江苏南通）、无锡（今江苏无锡）等地相继投降，张士诚的大周政权灭亡。